# Гортанні приголосні
Гортанні приголосні, або глота́льні (від лат. glottis — «голосова щілина»), ларинга́льні (від лат. larynx — «гортань») приголосні — приголосні звуки, які створюються голосовою щілиною.
Гортанні приголосні в МФА:
| МФА | Опис              | Приклад    | Приклад  | Приклад     | Приклад         |
| --- | ----------------- | ---------- | -------- | ----------- | --------------- |
| МФА | Опис              | Мова       | Правопис | МФА         | Значення        |
|     | гортанний вибух   | Гавайська  | ‘okina   | [ʔo.ˈki.na] | гортанний вибух |
|     | дзвінкий щілинний | Українська | глум     | [ɦlum]      | глум            |
|     | глухий щілинний   | Англійська | hat      | [hæt]       | капелюх         |

## Гортанний вибух
Гортанний вибух (гортанний прорив) зустрічається в багатьох мовах. У німецькій мові гортанний вибух називається «твердим приступом» (нім. Knacklaut). Саме цей звук додає специфічну «різкість» німецької мови. У арабській і німецькій мовах слова не починаються з голосних: арабські і німецькі слова, в іноземній транслітерації, що починаються з голосних, насправді починаються з гортанного вибуху. У більшості мов, що використовують латинську абетку, гортанний вибух позначається апострофом або буквами h або q; у гавайській мові гортанний вибух позначається на письмі одинарним «перевернутим» апострофом ‘. У арабському алфавіті гортанний вибух позначається спеціальною буквою «гемза» ء.